# Heinrich von Rheinfelden
Heinrich von Rheinfelden, erstmals 1392 als Student in Wien und letztmals am 11. April 1433 als Konzilsteilnehmer in Basel erwähnt, war ein Schweizer Dominikaner. Er wurde im Dominikanerkonvent in Basel begraben. 

## Leben
Heinrich von Rheinfelden hielt sowohl 1396 als auch von 1398 bis 1399 erste theologische Vorlesungen an der Universität Wien.
1400 war er der Generalprediger der Dominikaner der Ordensprovinz. Er promovierte 1401 zum Magister und wurde 1402 im Dominikanerkloster Köln zum Professor ernannt.
In Basel predigte er ab 1405, gemeinsam mit Johannes Mulberg († 1414), bis zu dessen Abreise nach Rom, im Herbst 1405 gegen Beginen und Franziskanerterziarinnen, allerdings widerrief er seine Vorwürfe gegen diese noch im gleichen Jahr.
Vom 5. November 1414 bis 22. April 1418 nahm er am Konzil von Konstanz teil; dort sollte das seit 1378 andauernde Große Abendländische Schisma beendet und damit die Einheit der Kirche wiederhergestellt werden. Weiterhin wurde über notwendige Reformen innerkirchlicher Zustände verhandelt und Fragen der kirchlichen Verkündigung und Sakramentslehre geklärt, damit die Ketzerei wirksam bekämpft werden könne. Am 22. April 1418 beendete Papst Martin V. das Konzil, mit dem Ergebnis, dass drei Päpste abgesetzt wurden und Martin V. gewählt wurde, damit sollte die Einheit der Kirche wiederhergestellt werden. Über die Reformen der innerkirchlichen Zustände wurde allerdings nur oberflächlich verhandelt und die Fragen zur Bekämpfung der Ketzerei wurden durch den Bruch der Zusicherung des freien Geleits und der Verbrennung der böhmischen Rebellen Jan Hus und Hieronymus von Prag sogar noch verschärft.
In dieser Zeit wurde Heinrich von Rheinfelden 1416 wegen homosexueller Handlungen an Klosterknechten angeklagt, vielleicht um ihn als Anhänger der Reformpartei des Dominikanerklosters aus Basel zu entfernen, allerdings wurde er auch, trotz erwiesener homosexueller Handlungen, von seinem Orden vor Strafverfolgung durch den Grossen Rat geschützt. 
Erst ab 1427 ist wieder in seinem Konvent nachweisbar.
Als Theologieprofessor nahm er am Konzil von Basel teil und hielt am 25. Februar 1432 eine deutsche Predigt. Das Konzil behandelte die Themen Ende der Häresien (Hussiten), Frieden in der Christenheit und Kirchenreform; es war eines der bedeutendsten Synoden des 15. Jahrhunderts.